# Bovenrivieren
De directie Bovenrivieren van de Rijkswaterstaat was van 1 mei 1933 tot 1 oktober 1986 de diensten, die belast was met het rivierbeheer van de grote rivieren Rijn, Waal en IJssel. In de tweede helft van de 19e eeuw ontstond binnen de Rijkswaterstaat behoefte aan specialistische organisatie op het gebied van het rivierbeheer (zie rivierendirecties). Begin 20e eeuw bestond er aanvankelijk een directie Groote Rivieren. In 1933 werd deze directie gesplitst in een directie Bovenrivieren en een directie Benedenrivieren. Het beheer van de rivier de Maas (tot aan het Gelderse Well) is steeds in handen geweest van RWS Limburg. Op 1 okt 1986 is de directie Bovenrivieren gefuseerd met de directie Gelderland, zie aldaar verder.